# غائبان
غائبان هي بلدة في مقاطعة قزل تبه في ولاية نواوي في أوزبكستان.